# Valérien de Tournus
Valérien de Tournus est un martyr et saint de l'Église catholique romaine et de l'Église orthodoxe. Fêté le 15 septembre, il serait l'un des premiers martyrs de l'histoire chrétienne. 
De ce personnage, on ne connaît presque rien, ses éléments biographiques restant sujets à caution. Les seules sources dignes de foi sont, d'une part, le De Gloria Martyrum de Grégoire de Tours, qui rapporte l’existence au VIe siècle à Tournus d'un oratoire en très mauvais état dédié à Valérien et, d'autre part, la Chronique de Tournus rédigée avant 1087 par le moine Falcon, religieux de Tournus, à la demande de l'abbé Pierre. 
D'autres sources plus discutables existent. Selon elles, au IIe siècle, Valérien aurait quitté la Palestine pour évangéliser la Gaule et aurait été emprisonné à Lugdunum (Lyon). Après s'être évadé de prison, il serait arrivé à Trinorchium (Tournus), où il aurait alors converti nombre d'habitants. L'hagiographie rapporte encore que l'existence de Valérien arriva aux oreilles de Priscus, gouverneur de Chalon-sur-Saône, qui donna l'ordre de l'arrêter et de le torturer jusqu'à ce qu'il cessât de louer Dieu. Comme Valérien refusait, il fut décapité.
Valérien, qui vivait sous l'empereur Marc Aurèle à Castrum Tinurtium (Tournus), eut la tête tranchée en ce lieu en 178. 
On bâtit sur son tombeau une église et un monastère, qui prit le nom de Saint-Philibert après le don de ce monastère par Charles II le Chauve en 875 aux moines bénédictins de Saint-Philbert-de-Grand-Lieu, chassés de Noirmoutier par les invasions normandes.

## Reliques
Sous l'abbatiat de l'abbé Étienne (960-981) eut lieu la translation des restes de saint Valérien : découverte du corps, installation de la tête dans un reliquaire précieux en forme de buste et du corps dans une chasse (chasse que l'on installa une semaine durant sur l'autel principal de la grande église, avant de la descendre sur celui de « l'église souterraine »). 
Ces reliques ont été dispersées dans les siècles suivants.
À la fin du XVIIe siècle, le chanoine de Tournus Pierre Juénin rédige  un texte de 84 pages, intitulé Dissertation historique sur les actes et le martyre de saint Valérien de Tournus et sur ses reliques. Il y défend l'authenticité des reliques de saint Valérien conservées dans l'église Saint-Philibert de Tournus, affirmant qu'elles n'ont jamais été transportées à Sens, contrairement à la position défendue par le bénédictin mauriste Hugues Mathoud, abbé de Saint-Pierre-le-Vif de Sens,.

## Tombeau
Est présenté dans la chapelle d’axe de la crypte de l’église abbatiale Saint-Philibert le sarcophage attribué à saint Valérien, cuve monolithique en grès grossièrement taillé, de forme rectangulaire, haute et large, et aux parois épaisses. 